# Sharpie (bateau)
Pour les articles homonymes, voir Sharpie.
Les sharpies sont des voiliers à fond plat et dérive centrale, à la carène longue et étroite à bouchains vifs.
L'origine du « sharpie » provient du Connecticut et plus précisément de New Haven, où on appelait ainsi ces bateaux de travail courants au XIXe siècle. Conçus et adoptés par les ostréiculteurs du lieu pour leurs avantages — faible coût de construction, qualités marines, capacité de chargement, facilité d'échouage — leur usage s'est étendu à la navigation de plaisance en Europe et en Amérique du Nord à la fin du XIXe siècle.  
Leur dénomination provient de leur différence avec le Scow, autre bateau de travail construit sur le même principe, mais dont le plan est plus ou moins rectangulaire, à deux levées comme les bateaux de travail ligériens. Au scow massif s'oppose donc le sharpie à la proue effilée.
Les représentants les plus célèbres de ce type de bateau sont le sharpie de New Haven et le sharpie de Caroline du Nord pour ce qui concerne les bateaux de travail, le sharpie Egret du Commodore Ralph Munroe, le Sharpie 12 m2 et le Sharpie de 9 m2 pour la plaisance.
En Europe, l'usage du terme « sharpie » (ou de Scharpie en allemand) pour désigner un voilier aux caractéristiques similaires (voilier à dérive centrale, à fond plat ou en V, à bouchains vifs), s'est pratiquement limité à la navigation de plaisance, en particulier en langue française qui lui préfère les termes de plate de chaland ou de barge pour les bateaux de travail.

## L'histoire des sharpies américains

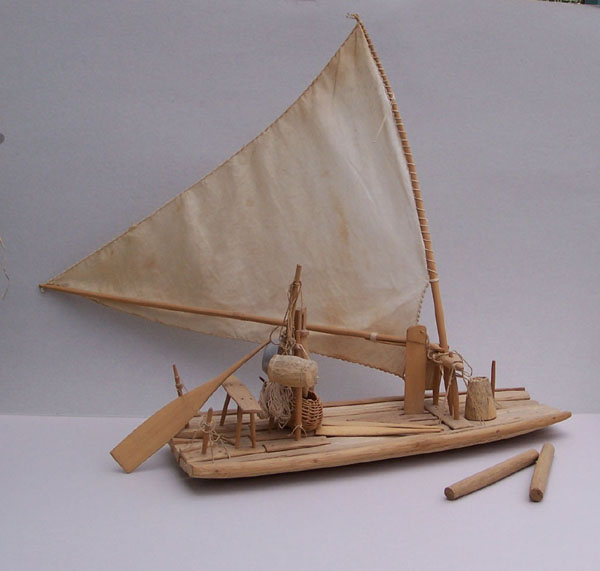
Modèle de jangada

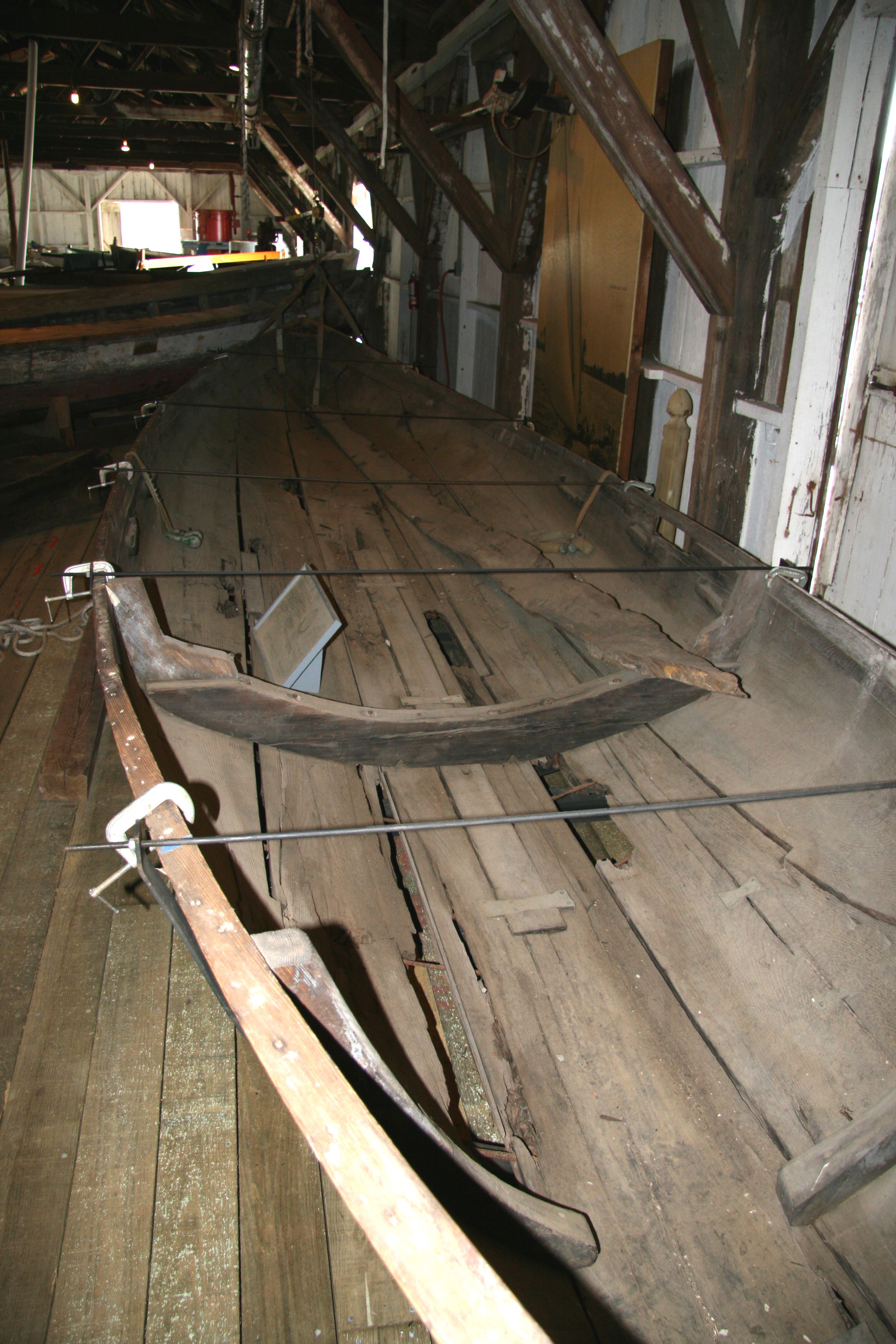
Log canoe (canoë de rondins) au Chesapeake Bay Maritime Museum

L'histoire des sharpies est documentée dans un livre de Reuel B. Parker : The Sharpie Book. Ce document utilise comme références bibliographiques (qu'il vaut mieux consulter) 
The Fore-and-Aft Rig in America de E. P. Morris, un article du numéro de janvier 1927 de la revue Yachting intitulé The Sharpies, la revue WoodenBoat, le livre American Small Sailing Craft de Howard I. Chapelle, et les documents écrits et photographiques des ministères et musées concernés.
L'origine des bateaux construits en planches, à fond plat, remonte à l'Antiquité. Des vestiges en ont été retrouvés sur divers continents. Mais une des grandes nouveauté, sur le sharpie comme sur le scow, le flatiron skiff et un peu plus tard sur le skipjack réside dans leurs constructions : les bordés de fonds sont assemblés sur la carlingue et les bordés de côté, transversalement. Le chantier, monté à l'envers, commence donc par la construction des bordés de côté faits de planches assemblées par quelques faibles membres, réunis à l'étrave et écartés par des bancs. La carlingue, formée par le puits de dérive et de planches sur chant, est installée de façon que les fonds soient rigoureusement plats dans le sens transversal pour permettre l'assemblage des planches d'un bord à l'autre. Seul le sharpie dispose, dès l'origine, d'une poupe arrondie qui permettait le maniement des pinces des ostréiculteurs, ce qui signe sa création.
Les log canoe dugouts, pirogues taillées et brulées dans la masse d'un unique tronc d'arbre, se sont vu supplanter par les sharpies à cause d'une pénurie de troncs de pins — qui étaient réservés en priorité à la mâture des grands bateaux — et la production de grandes quantités de planches par des scieries nouvellement installées.
Ces sharpies, comme les log canoes, servaient au chargement et déchargement des vaisseaux de transport qui ne pouvaient pas accoster et aux activités ostréicoles.
Ils naviguaient à la voile et à l'aviron, étaient équipés d'une dérive centrale et d'un ou deux mâts selon la tâche ou la météo.
Les premiers sharpies semblent dater des années 1840 et de la région de New Haven. Ils ont une forme inspirée des canots à fond plats utilisés comme embarcation annexe sur les navires de l'époque (comme les doris utilisés par les morutiers mais qui eux sont pointus à l'avant et à l'arrière) .
Ils ont été ainsi nommés à cause de la forme de leur coque longue et effilée (sharp en anglais). La date la plus ancienne de leur construction, 1848, est revendiquée par les frères Goodsell pour leur sharpie Telegraph. Il n'existe aucune description précise des premiers sharpies. On suppose qu'ils devaient faire de 8 à 9 mètres de long et être gréés, comme les log canoes, avec deux mâts en catboat, aux voiles triangulaires à balestron (leg-o-mutton  ou leg of mutton en anglais).

Dessin d'un sharpie de New Haven d'après les relevés faits en 1949 par Howard I. Chapelle sur un sharpie construit vers 1880

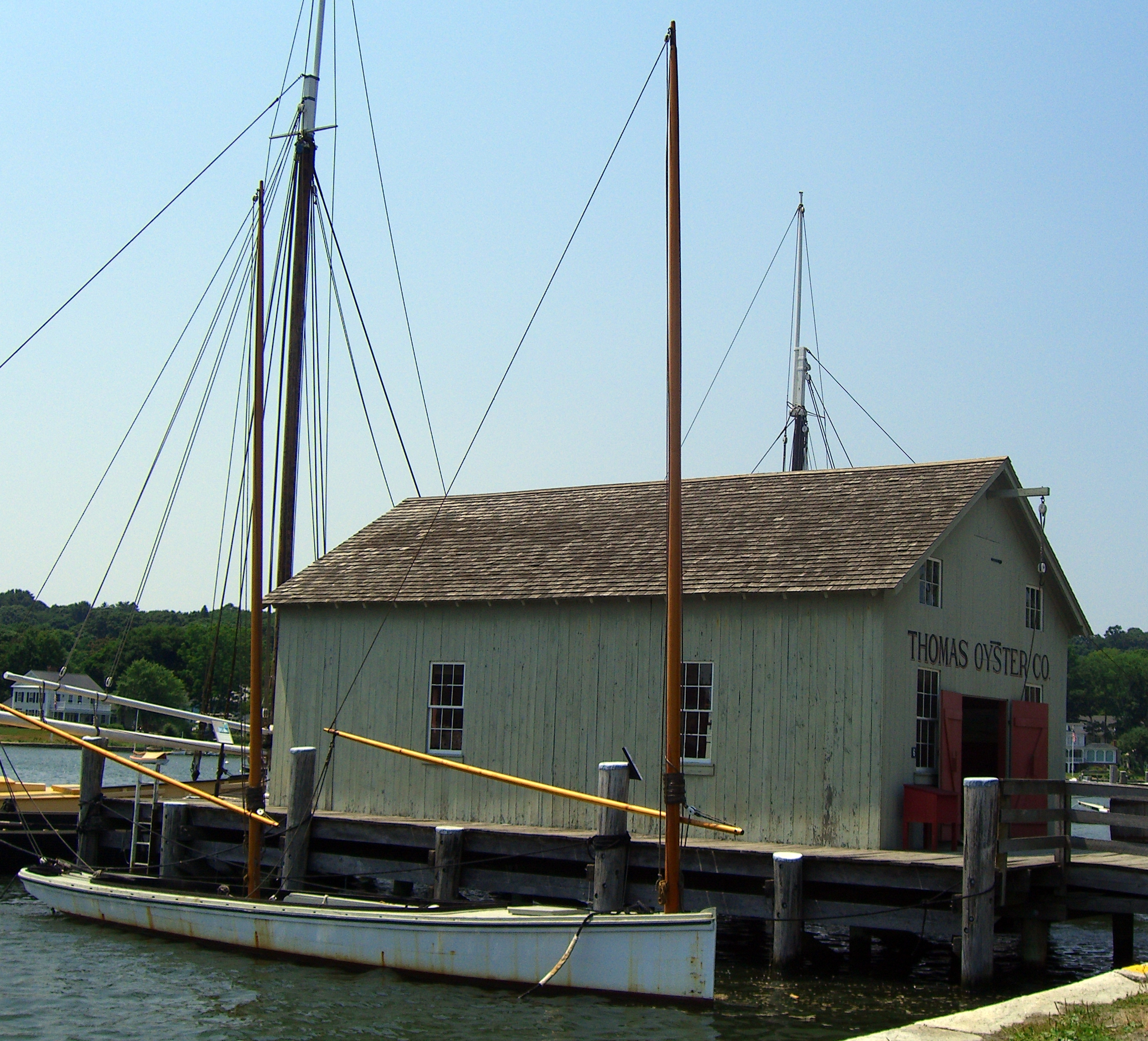
Sharpie au Mystic Seaport

Chapelle décrit bien le gréement des sharpies qu'il a étudié dans leur contexte. Les ostréiculteurs disposaient de trois pieds de mâts (avec leurs étambrais) disposés de telle façon qu'ils avaient le choix d'installer l'un ou les deux mâts non haubanés en fonction du temps et de leurs travaux. La voile, triangulaire, se réduisait en s'enroulant autour du mât. Le point d'écoute était maintenu par un espar réglable au mât, à hauteur d'homme. Tout était conçu pour que ces bateaux de pêche de 27 à 35 pieds de long soient maniés par un seul homme. Il faut rappeler toutefois que la saison de cette pêche était l'été, au moment où les vents locaux sont faibles et les conditions de mer excellentes : il paraît ainsi normal que le sharpie soit un bateau de petit temps dont il faut réduire la voilure assez vite. D'autant que le safran compensé peu profond n'était pas efficace à la gîte.
Le sharpie a été introduit à New York en 1855, les rapports de Chapelle précisant qu'en 1855 cent cinquante sharpies à 2 mâts y étaient en activité. Ces bateaux ostréicoles — appelés flatties (plates) — se sont propagés le long de Long Island, la baie de Chesapeake, en Floride à Key West et à Tampa.
Le premier grand yacht de type sharpie connu  est Lucky. Construit en 1855, il fait 51 pieds de long (entre 15 et 16 mètres). De grands sharpies, gréés en goélette, dont la longueur ne dépassait pas jusqu'alors les 50 pieds pour des raisons techniques, sont construits et naviguent sur le Long Island Sound à partir de 1870.
Ces goélettes franches (à voiles auriques), aussi appelées « smacks », étaient munies de puits servant de viviers permettant de transporter les poissons vivants ou en bon état de conservation des lieux de pêche aux points de vente (criée).
Le sharpie de Caroline du Nord, dans les années 1870, s'est inspiré du sharpie de New Haven en résolvant le problème posé par une navigation plus au large et ramenant leur huîtres vers des ports plus éloignés. Ils étaient plus grands (40 à 45 pieds), disposaient d'un gréement de goélette et parfois d'une cabine arrière voire de deux cabines. Certains de ces bateaux, encore opérationnels en 1938, furent reconvertis en bateaux de plaisance à partir des années 1930.
Les sharpies de la baie de Chesapeake semblent être apparus au début des années 1870, gréés en catboat, à l'arrière arrondi, mais à fonds en V à l'avant et à l'arrière.
L'apparition des sharpies en Floride, à partir de 1881, serait due, au Commodore Ralph Munroe, auteur du plan du sharpie Egret, construit à New York  en 1886 avant d'être transporté en Floride à Key West.
Munroe a acheté son premier sharpie de 30 pieds en 1881 et dessiné un sharpie de 33 pieds, le Kingfish en été 1883. Le Kingfish était gréé en catketch (catboat à deux mâts), avec des bômes de type balestron. L'Egret, dessiné en 1886, était un sharpie de 28 pieds à la proue et la poupe pointues, dont les qualités semblent, dans un premier temps, avoir laissé l'entourage assez sceptique.
Les sharpies se sont quand même développés en Floride à la fin du XIXe siècle, dans le reste des États-Unis au Canada et Europe, sur tous les plans d'eau nécessitant un faible tirant d'eau.
Le développement aux États-Unis des sharpies comme bateaux de plaisance a été favorisé, paradoxalement, par cet usage venu de France. À partir des années 1880, les articles du journal Le Yacht ont été repris puis commentés (d'après Chapelle, Paper 25) par les revues Forest and Stream, plus tard par Outing, Rudder et Yachting expliquant comment s'étaient transmises les techniques de construction de bateaux de travail à la construction navale et à la plaisance en particulier. C'est en lisant ces périodiques que, d'après Chapelle, les chantiers de la baie de Chesapeake se sont informés et ont profité des évolutions techniques des bateaux de plaisance. Le plus beau des succès des sharpies de Plaisance américains reste le modèle du Sea Bird dû en 1900 à P.W. Green (« Eric ») et qui devint célèbre pour sa traversée de l'Atlantique en 1911 dans les mains de Thomas Fleming Day. Depuis, de nombreuses copies dans différentes tailles ont été faites sur tous les continents. Ce bateau a fait et fait toujours rêver, ne serait-ce que les lecteurs de Jacques Perret (Rôle de Plaisance) ! On en construit toujours...

## Les sharpies en Europe
Le premier sharpie à être introduit en France fut celui ramené de New Haven par M. de Broca en 1863. Celui-ci était parti faire une étude sur l'ostréiculture. Devant ce bateau, Lucien Môre étudia le type puis fit une conférence devant ses collègues du Cercle de la voile de Paris. Cette conférence fut reprise dans Le Yacht au début de l'année 1880 et suscita un vif intérêt : une centaine d'articles et de lettres sur le sujet furent publiés dans ce journal au cours des années 1880. Et comme de l'autre côté de l'Atlantique les journalistes s'étonnaient du nouvel usage du sharpie par les Français, ils découvrirent le type « Nonpareil ». Les Nonpareil sont construits à cette époque par les chantiers de Thomas Clapham à Roslyn, Long Island. Ils sont caractérisés par des fonds plats de faible tirant d'eau dont l'avant est transformé en V progressif par l'adjonction d'un massif. Ils sont à l'origine du développement des sharpies en Europe comme bateaux de plaisance, avant qu'ils ne soient utilisés ainsi en Amérique du Nord. Les constructeurs français, amateurs comme professionnels, essayèrent ce nouveau type de bateau mais s'en écartèrent assez vite, à cause de l'originalité du sharpie : la construction sans membrures, aux fonds formés de planches placées en travers. En revenant à une construction classique sur membrures, les fonds purent être disposés selon un V progressif sans adjonction de massif. Ces pionniers français abandonnèrent très vite aussi le gréement d'origine pour retrouver le classique gréement à aurique de l'époque. Cette évolution peut s'expliquer par des conditions de navigation plus difficiles que sur la côte est des États-Unis, mais aussi par la force de l'habitude. Ces modifications profondes furent faites sans changer la dénomination, si bien que le terme de « sharpie » fut employé assez vite en Europe pour désigner tous types de bateaux de plaisance à bouchains vifs.
En Allemagne aussi, on peut remarquer, grâce aux archives de la revue Die Yacht, un certain intérêt pour les sharpies. Le sharpie y désigne un dériveur, dériveur léger (Jolle), ou de croisière à bouchains vifs, normalement à fond plat, mais aussi à fonds en V. Le développement du yachting dans ce pays ne datant que du tournant du siècle sous l'impulsion du Kaiser et la revue Die Yacht n'apparaissant pas avant 1904, il est difficile de savoir si le sharpie y est introduit avant. La revue s'intéressant à la navigation de plaisance et aux sports nautiques, les considérations sur les bateaux de pêche y sont fort rares. La première apparition d'un Sharpie date du no 17 de 1905, où la revue décrit un Sharpie Segel-Kanoe
puis dans le no 10 de novembre 1906 les plans de Glückauf IV, Rennsharpie, construit par K. Jackel, l'existence d'une association de sharpies, le Münchener Sharpie-Club, Starnberger See dans le no 23 de 1914.
Et l'on trouve des dessins et des photos de sharpies jusqu'en 1922 (no 24). En dehors de articles  sur le Bayerischer Sharpie-Verband jusqu'au no 18 de 1934, la première mention d'un « Scharpie », au lieu de « Sharpie » est le premier plan d'un voilier de type scharpie le  Kleine Scharpie Jolle, dessin de H. Wustrau, Kiel, dans le no 13 de 1908. Sous cette nouvelle orthographe on trouve 6 modèles dans Die Segeljolle du Dr Richard Lohmann et de Robert Mewes (Richard Carl Schmidt & Co, Berlin, 1932) sur plus de 80 jolles décrites.
Il semble que dans les autres pays européens, en dehors des reconstitutions de l'Egret et de concepts similaires, ou de l'adoption du Sharpie 12 m2 dans les années 1930, peu de bateaux aient pris le nom de sharpie. Le sharpie 9 m2 de 1937 et celui de 11 m2 restant des exceptions françaises postérieures au Caneton Brix de 1931, lui-même proche du Snipe américain de 1931. Pourtant, à part les bateaux construits à l'unité dont la liste serait fastidieuse, nous devons citer le fabuleux « Monotype de Nogent-Joinville » trop peu connu.
Il semble aussi que depuis les années 1960, l'appellation de sharpie soit utilisée pour sa connotation de construction simple destinée principalement à la construction amateur. On voit donc qu'au fil du temps, l'appellation « sharpie » désigne tour à tour un modèle précis, puis un modèle générique pour enfin dénommer tous les bateaux à bouchains vifs.

## Les voiliers qui sont issus des sharpies
Le sharpie désignant un dériveur à bouchains vifs, à fond plus ou moins plat, de nombreux bateaux de plaisance sont inspirés des formes caractéristiques des sharpies. Cela concerne deux types de bateaux : les dériveurs légers, dont la stabilité est assurée par l'équipage et les bateaux de croisière à dérive, généralement des dériveurs lestés, dont l'équilibre est principalement assuré par la carène et le lest.
Les architectes ont dessiné ce genre de bateau pour de multiples raisons : le faible coût de fabrication, la possibilité d'une fabrication artisanale par l'utilisation de matériaux facilement accessibles à tous, les performances (?) par rapport aux carènes en forme (rondes et profondes),
leur capacité à planer rapidement. Si l'on retire ce dernier objectif, ces dériveurs sont exactement conçus suivant les mêmes contraintes qui sont à l'origine des sharpies de New Haven.
Dans le Sharpie Book, Reuel Parker écrit au paragraphe The Sharpie in the Twentieth Century : « Le sharpie a fait l'objet de relativement peu de nouveaux dessins au cours des cent dernières années, pour un certain nombre de raisons. »  Et il énumère : le déclin de la culture côtière des huîtres dans le Long Island Sound, l'usage de bateaux à vapeur pour l'ostréiculture au large, la préférence pour les bateaux à fonds en V à Chesapeake, la fin de l'utilisation de la voile au profit du moteur à essence, deux guerres mondiales et pour finir, la fibre de verre plus propice à la construction de coques en forme (sans grandes surfaces planes). Cette assertion de Parker est juste si on prend le point de vue de l'ostréiculteur de 1850. Pour ceux qui ont contribué et contribuent toujours aux progrès de la plaisance, elle est obsolète.
Il ajoute également que le sharpie, à cette époque de pénurie et de recherche de gain de temps a un avenir certain. Le plaisir de construire soi-même quelque chose plutôt que de l'acheter tout fait ayant autant d'importance. Et là Parker a raison.
Aux États-Unis, le dériveur léger représentatif de cette tendance est le Snipe, en Allemagne puis rapidement dans les autres pays européens et en Australie, le 12 qm scharpie (Sharpie 12 m2), en France le Sharpie 9 m2 et celui de 11 m2, le Caneton Brix, premier monotype de la classe, puis la série des Caneton à restrictions avant le 505, le Caneton monotype 57, le Vaurien, le Mousse, le Farfadet, le Simplet et tous les dériveurs lestés dessinés par Jean-Jacques Herbulot en particulier.